# Kelchstein

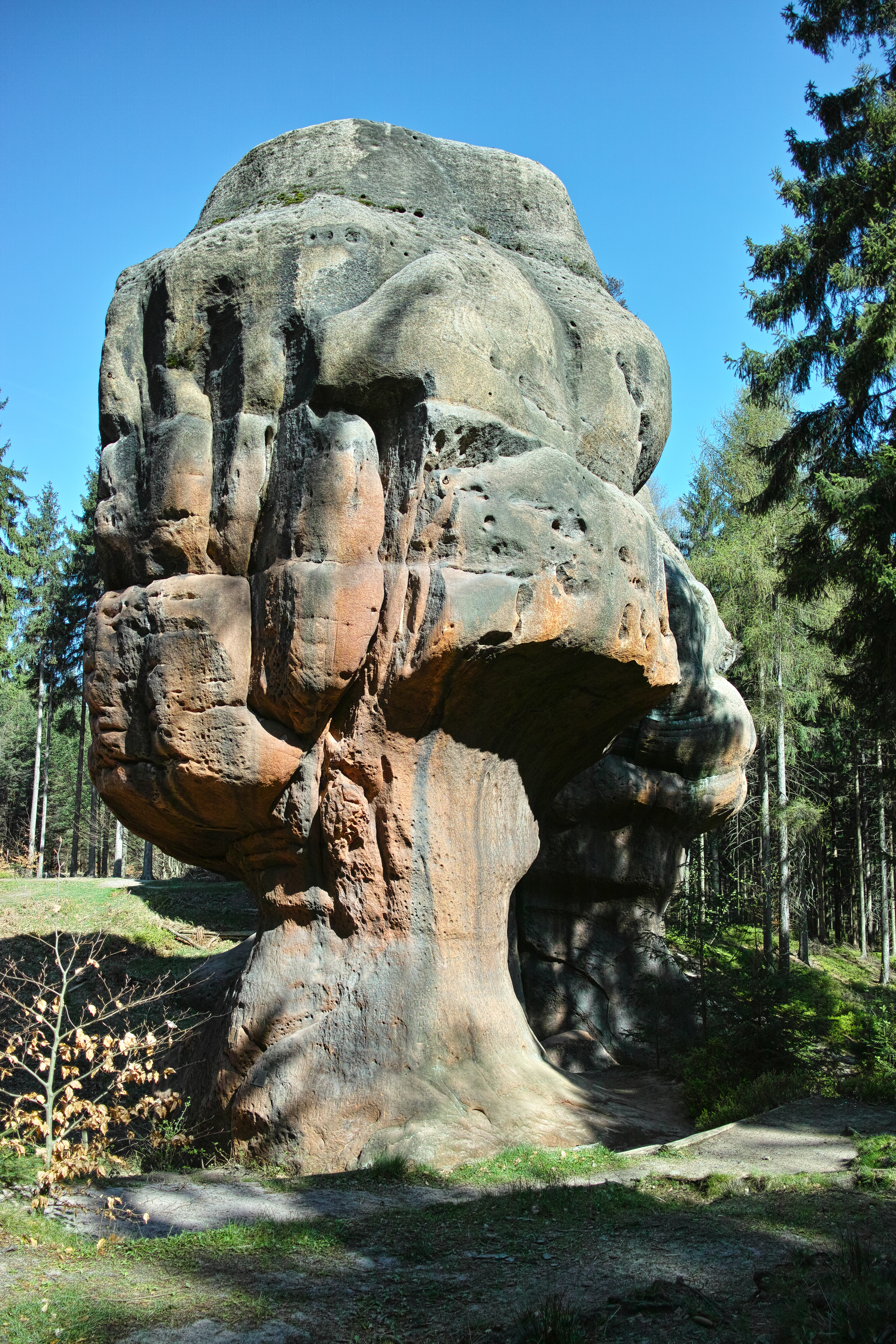
Naturdenkmal Kelchsteine bei Oybin

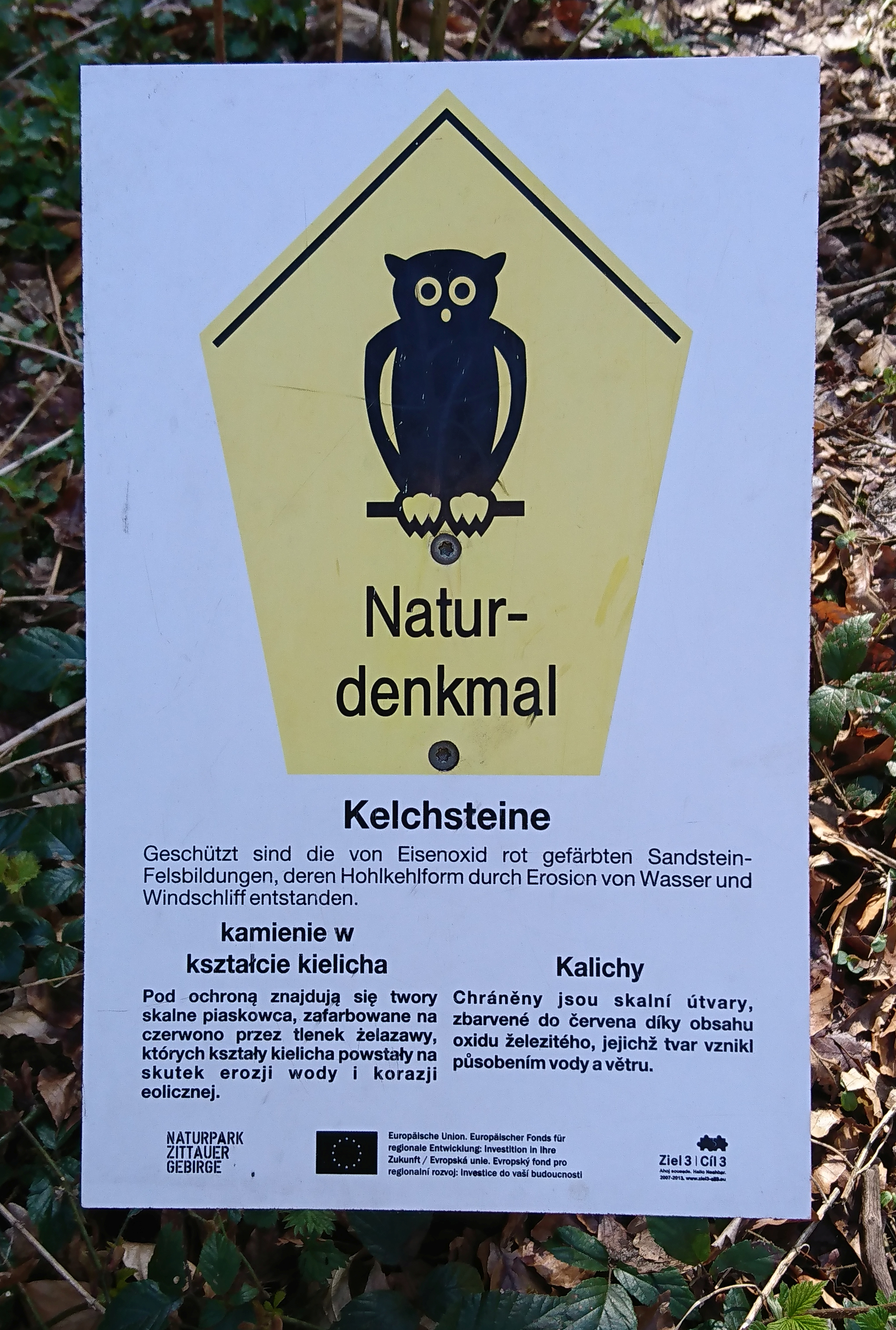
Tafel beim Naturdenkmal Kelchsteine bei Oybin

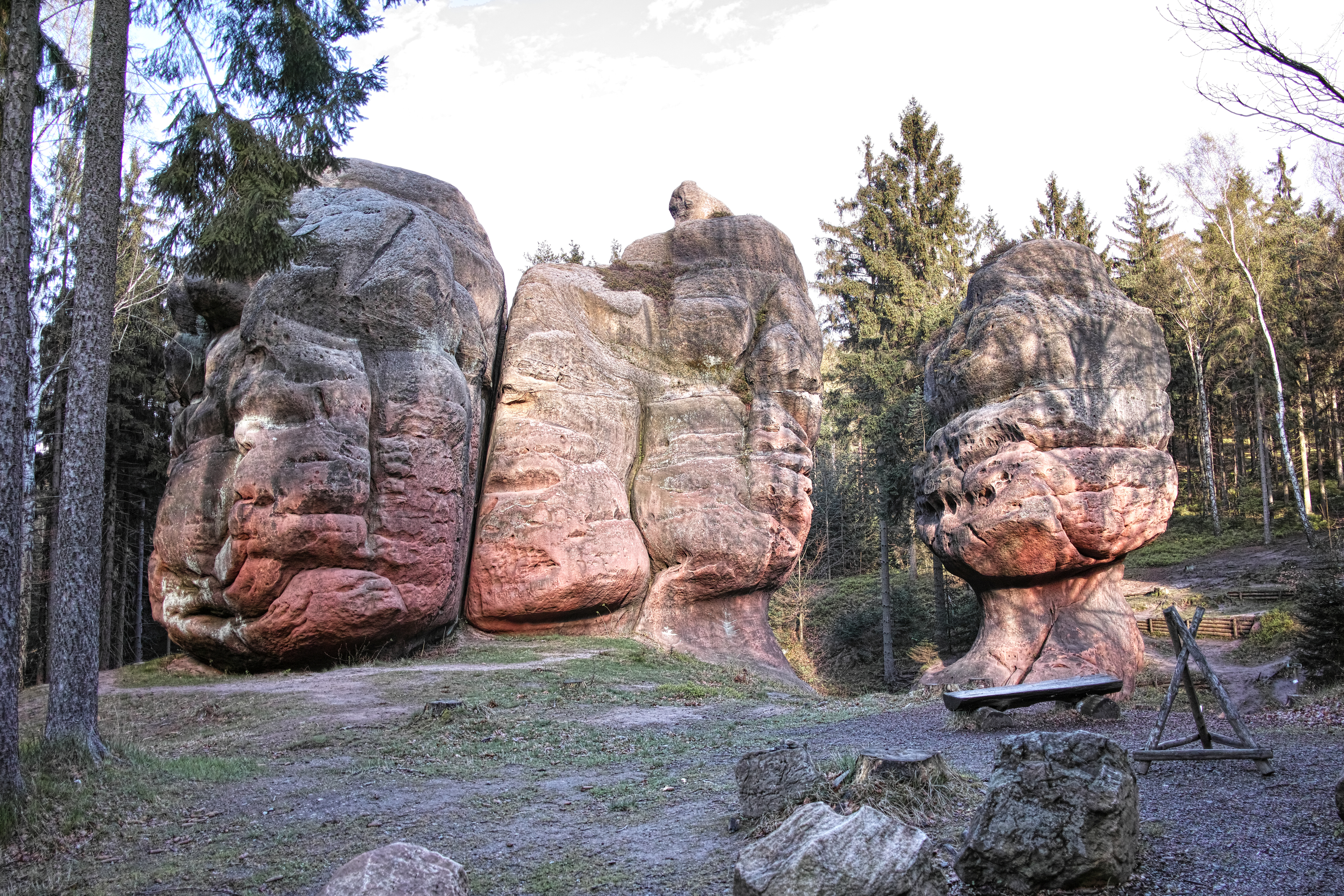
Die Kelchsteine: Links der Kelchsteinwächter und rechts der Kelchstein von Westen

Der Kelchstein ist ein 17 Meter hoher Pilzfelsen im Zittauer Gebirge bei Oybin in Sachsen und ist Teil vom Naturdenkmal Kelchsteine.

## Geologie
Der Kelchstein besteht aus einem recht bindemittelarmen Sandstein der Kreide. Seine eigenwillige Pilzform erhielt er durch die Wirkung von Windschliff und Erosion auf die verschieden harten Sandsteinschichten.

## Bergsport
Der Kelchstein ist einer der bekanntesten Klettergipfel im Zittauer Gebirge. Erstmals wurde der Kelchstein schon vor 1785 bestiegen, als Holzfäller auf seinem Gipfel eine heute nicht mehr vorhandene Tafel anbrachten. Die eigentliche klettersportliche Erschließung begann am 3. September 1911. Dresdner Kletterer bestiegen den Felsen mit Hilfe eines Baumes an seiner Nordwestecke. Die erste sportlich einwandfreie Besteigung ohne künstliche Hilfsmittel über den heutigen Alten Weg von Siegfried Schreiber datiert vom 26. Juni 1946. Der Kelch ist der am schwersten zu besteigende Klettergipfel des Zittauer Gebirges. Es existieren bis heute lediglich fünf Routen in den Schwierigkeitsgraden VIIc und VIIIc.